# Mano Mundo
Mano Mundo was sinds 1994 een jaarlijks intercultureel festival in De Schorre in de Vlaamse gemeente Boom in de provincie Antwerpen.
Het was het grootste gratis festival in zijn soort in Vlaanderen, duurde twee dagen lang en werd gehouden in het tweede weekend in mei. Het was een Not For Profit festival en werd georganiseerd door het Provinciebestuur van Antwerpen, vrijwilligers, de niet-gouvernementele organisaties "Wereldsolidariteit" en de "Noord-Zuidbeweging". De laatste jaren kwamen er rond 80.000 bezoekers op af van verschillende culturen en leeftijd.
Omdat in 2013 de subsidies werden geschrapt, werd dit meteen de laatste editie.
Het festival onderscheidde zich van andere festivals vanwege zijn ideële uitgangspunten:
- Mondiale vorming (noord-zuid problematiek),
- Duurzaamheid (afvalpreventie, mobiliteit, Fair Trade),
- Intercultureel (programma, publiek, crew),
- Laagdrempelig (familiefeest, doelgroepenwerking, gratis).

Mano Mundo kende de volgende evenementen op het festivalterrein: het "Mano Mundopodium" (hoofdpodium) en het "Wereld Solidarteitspodium". Verder zijn er DJ’s, dansacts in de Globalista Ballroom / zappa room; cultuur, interviews en film in het Fair Trade Café; educatieve attracties in het Wereld Doe Dorp en informatieve animatie op de Wereldmarkt.
Mano Mundo nodigde veel onbekende artiesten uit en werd daardoor het debuut voor artiesten als Internationals, Les Boukakes, Gabriel Rios, Djamel, Compay Segundo, Najat Atabou, Kal of Oojami.

## Bezoekersaantallen
| Jaar | Aantal            |
| ---- | ----------------- |
| 1994 | ±750 bezoekers    |
| 1995 | ±1.500 bezoekers  |
| 1996 | ±5.000 bezoekers  |
| 1997 | ±10.000 bezoekers |
| 1998 | ±10.000 bezoekers |
| 1999 | ±20.000 bezoekers |
| 2000 | ±30 000 bezoekers |
| 2001 | ±60 000 bezoekers |
| 2002 | ±50 000 bezoekers |
| 2003 | ±80 000 bezoekers |
| 2004 | ±80 000 bezoekers |
| 2005 | ±80 000 bezoekers |
| 2006 | ±80 000 bezoekers |
| 2007 | ±50 000 bezoekers |
| 2008 | ±80 000 bezoekers |
| 2009 | ±90 000 bezoekers |
| 2010 | ±70 000 bezoekers |
| 2011 | ±75 000 bezoekers |

## Line up

### 1996
El Romano, Compay Segundo y sus muchachos, Shera-Z, Habib Koité & Bamada, Fanfare Polycroma, Gorki Ensemble

### 1997
Budapester Klezmer Band, Tierra Caliente, Malick Pathé Sow + Welnéré, Largo, Khusainov Edil, Le Pierre Miary

### 1998
Benembe, Ndere Troupe, De nazaten van Prins Hendrik, Fernando Lameirinhas, Kardelen, Budapester Klezmer Band, Mariachimuziek, Tierra Caliente, Malick Pathé Sow &  Welnéré, Largo, Khusainov Edil, Lepiera Miary, After Paf Big Band

### 1999
Taraf de Haidouk, Mezcal ft. Oajaros Libres, Tiharea & Habinib, Mousta, DJ Leon, Leonardo Maldonado

### 2000
Acha, Tim Timol, Calma, Musafir Amsasar, The Original Kids, Anonymat, Mec Yek, Hassan Boussou & Gnawa Fusion

### 2001
Dzidzolie, Omar Ka & The Fula band, Thierry 'Titi' Robin, Djamel, Dholfoundation, Turks Koor, Kraankinders, Jaune Toujours, Amalipe Romane, Wawadadakwa, Sam Shine, Buadee & The Walkers, Mishmar, Al-Bachaair, Orchestra Ahlam Jamal, Coro Rociero, Cirque le Flop

### 2002
The Internationals, Julien Jacobs, Tanal Borzo & Ivo Papazov, Sensen, Oblomow, Marlene Dorana, Éléyo Solo ndinga & Alliance Nord-Sud, Ghalia ² Timnaa, Viewmaster, Dill Brothers, Marco Vermeer, Djura Dama, Mamulengo Fantochito, Coco Rociero, Aines de Andalucía, Chico y altamira, Peña Flamenco, Sabason, Tudor

### 2003
Arias, Willem Vermandere, Gabriel Rios, Minyesku & Chewata, Amparanoia, Spacca Napoli, Cristo de la Buena Muerte, Coro Rociero de Vilvoorde, Aires del Sur, Yinka, Rude Rich and The High Notes, Sahara Blues, Mabulu, The Belgian Afrobeat Association (Wawadadakwa, The Internationals, El tattoo del tigre & Earth Society), Jean Bosco Safari

### 2004
Merdan Taplak vs. Vice, Gerrit Kerremans, Radio Tarifa, Manu Dibango, Abdelli, Thé Lau, Les Boukakes, Illicit, The Internationals, Coro Rociero de Vilvoorde, Aires des S ur, Chico y Altamira, Cadiz y el Compas de Jerez, Tam Tam, Pende, Iyolela-orkest, DJ Kongolo, Muzoba entertainment, Inyange, Amneesia, Pas mal, Bottle of Moonshine

### 2005
Yevgueni, Vice, Christophe Lambrecht, Skyblasters, Belle Pérez, Najat Aâtabou, La Fanfare Panika, Laïs, Ronny Mosuse, Orquestra do Fubo, Réal, Ge(ne)rommel, El Crème Glace Quès, Panache Culture, Chico y Altamira, Cadiz y el compás de Jerez, Corazón Gitano, Het Nationaal Orkest van Meulenberg, KiMiZ,  Camaxé, Gisela Sara, Omar Mollo, Kadrievi Brothers, Belgian Bagpipe Groove Experience, Hop Frog Ensors fanfare, David Diakité, EPOLO, Afribel, TYTAN, VSD

### 2006
Achanak, Aidi, Amour Fou, Aranis, Boombal, Aedo, dj Gino, Douzi, Echos des as, Equinox, Famba, Fanfare Kimbaguiste, Jaune Toujours & People in motion, Les Boukakes, Maskesmachine, Mobassik, 
Walkabouts, Moustash, X!nk, Sweet Coffee, Sun to sheeva, The Seven Laws of Woo, Think of One & Maracati Misterioso, Tutu Puoane, Va Fan Fahre, Afribel, Circo el Fuego, Cirkus in beweging, Coco ralado, Het rariteitenkabinet, Hoetchatcha, Tango Spirit, Via del Mondo

### 2007
Anacondani, Bart Peeters, Blarney, Boombal, Camp du Mirador, dj Guillaume, Doble Impacto, ECDF, Ghalia Benali, The Internationals, Jan Blohm, Jenne Decleir, Josz Lebon, Kal, Lady Vortex, Le rezo, Leki, Les Talons Gitans, Manou Gallo, Members of Marvelas, Ojaami, Rêve du raï, Rikü Lätti, Starski & Tonic, Tidal Waves, UJU, Wrongemboyo, Gypsy Groove, Melike Sky, Muziek Publique, Perles d'Amour, Cirque Cirqulaire, La Cantina, El Circo d'el Fuego

### 2008
Doedèskadèn, Goanna, Geth's noch?, Jasper Erkens, Mira en de maten, Kasbar, Illegal Beauty, dj Vicious, dj Tactile, El Crème Glace Qués, Lady Vortex, Leki, Zap Mama, Ronny Mosuse, L'amour Gaga, Murga Armada, Axl Peleman, Natacha Atlas, Gipsy Ska Orchestra, Divan Express, Yasmine

### 2009
Garland Jeffreys, Panjabi MC, Bart Peeters, Buscemi, Minga Armado ft Pieter en Tine Embrechts, Roby Lakatos, Myriam Fuchs ft Abdelli, Roland Van Campenhout, Daby Touré, Malick Pathé Sow, Talbiore, Bjorn Pyro, Confituur All-Stars, dj Mystique, El Crème Glace Qués, Globalista Ballroom, Gori Ka Darce Orchestra, Heartwash, Hotel Amigo, Kapitein Winokio, Kids van Antwerpen, La femme Belge, Lady Vortex, Lamourgaga, Leki, Luv 4 da game, Mathieu & Guillaume, Mec Yek, Merdan Taplak, Moed & Volharding, Mzungi, Renout Verbeke, RSPCT, Samba Django & Munal, Sentimentoverde, Société Anonyme, Talbi One, Undefined, Ziggy Nampo

### 2010
Netsky, Babylon Circus, Raymond van het Groenewoud, Fixkes, Axl Peleman, Dynamo Zjosss, Sioen, Leki, La Kinky Beat, Kasba, Jampara, Jaune Toujours, Orchestre International du Vetex, Jan De Smet & The Woody Express

### 2011
Mahala Raï Banda ft Esma Redzepova, Tsiganisation Project, The Selecter, Kapitein Winokio, Habib Koité, The Scene, Rachid Kasmi, Sarah Ferri, BRZZVLL ft. Gloria, Studio Urbanisation, Brahim ft. Sandrine, Guy-Ohm, Buscemi, Turntable Dubbers, Mystique, Geht's Noch?, Epic Lane

### 2012
- Sky Castles, Signmark, Hannelore Bedert, Va Fan Fahre, Krema Kawa, Babylon Circus, DJ Raul C, Lady Vortex, Science, Echo Virus, DJ Mustique, Guy Ohm, Geht's Noch?, Rudy's Danspaleis, Mory Kanté, Bai Kamara Jr, Terrakota[5]

### 2013
- Collieman, Johnny Den Artiest & Slongs Dievanongs met Asham Band, Amparo Sanchez, Les Boukakes, The Dhol Foundation,  Nya Azania, High'r Ites feat. Mc Messenjah, Jah Shakespear, Gamma Soundsystem, Jahmbassador Hi-Fi,  Bawser, Captain Steel, Irie Nation feat. MC Cash Flow, Nonkel Guy, Fried-G feat. Missing Link, TLP aka Troubleman, Turntable Dubbers, Soul Shakers, Civalizee foundation, Team Panini, Vegas Diamond, Babylonbuster, DJ Faroud, Idirad,  Radio Oorwoud met Dimitri Leue, Hannelore Bedert & Guest, Zap Mama, Paco Renteria, Bart Peeters, Saimn-I, Dubaholic, Babboo Trio[6]